# Turó de la Torre (Olost)
El Turó de la Torre és una muntanya de 757 metres que es troba entre els municipis d'Olost i de Perafita, a la comarca del Lluçanès.